# Sulho Sipilä
Sulho Wilhelmi Sipilä, född 12 december 1895 i Brändö på Åland, död 22 december 1949 i Helsingfors, var en finländsk målare och sjöofficer. 
Sipilä studerade 1914–1915 vid konstföreningens ritskola i Åbo och fortsatte 1915–1917 sina konststudier vid Finska konstföreningens ritskola i Helsingfors, samtidigt som han läste teologi vid Helsingfors universitet. Efter finska inbördeskriget 1918 slog han in på den militära banan och utexaminerades 1927 från Sjökrigsskolan. Han tjänstgjorde bland annat som 1:e officer på pansarskeppen Väinämöinen och Ilmarinen och erhöll kommendörkaptens avsked 1944. 
Sipiläs tidiga måleri representerar en exceptionellt modernistisk linje, tydligt influerad av ryska och tyska avantgardister vilkas verk bland annat visats på utställningar i Salon Strindberg i Helsingfors. Hans måleri från 1920- och 1930-talen (bland annat nattbilder med Helsingfors i ett romantiskt skimmer) äger både naivistiska och nysakliga drag, men efter en resa med Suomen Joutsen 1937–1938 till Sydamerika och Sydafrika övergick han till ett mera naturalistiskt måleri. Efter en kontakt med Wäinö Aaltonen arbetade han en kort tid med skulptur och gjorde även några medaljer. Han var från 1924 gift med Greta Hällfors, med vars verk hans måleri uppvisar en stor släktskap.